# Na svoji Vesni
Na svoji Vesni je slovenski komični film iz leta 2002.

### Zgodba
Pred nekaj stoletji je grajska dekla pridobila bogastvo, ki ga v današnjem času z denacionalizacijo vrnejo njeni potomki, preprosti kmečki ženici Manki. Tega si želi kriminalec Mehmed Điđo Supermen s svojimi sodelavci. Nevede se vpleteta še policista Janez in Franci. Manka na koncu bogastvo daruje Rogerju Mooru v dobrodelne namene.

## Produkcija
Producent je bil Festival Novo mesto, koproducent pa VPK - Videoprodukcija Kregar.

## Odziv kritikov in gledalcev

### Kritike
Marcel Štefančič jr. (Mladina) je napisal, da je film oz. »kompenzacija za film« naiven in primitiven in da je bilo ustvarjalcem očitno vseeno. Primerjal ga je z glasbenimi spoti Gamsov, Wernerja in Hajnija Blagneta. Zgodba o lovu za denarjem ga ni presenetila, saj je bil posnet za drobiž. Množico stranskih igralcev je opisal kot Kekovo veselico za polovico slovenske estrade (ocena: »proti«).

### Obisk v kinu
Film je videlo 4573 gledalcev.

## Zasedba
| Lik                              | Igralec                                  |
| -------------------------------- | ---------------------------------------- |
| Mankina prednica Magdalena       | Sašo Đukić                               |
| grajska gospodična Marjeta       | Milena Zupančič                          |
| sel                              | Gusti                                    |
| Mankin angel varuh               | Brajan Bajrektarevič                     |
| mama Manka / dr. Dario Horseface | Sašo Đukić                               |
| hčerka Mankica                   | Petra Škerlj                             |
| Korel - Mankin mož               | Florjan Kastelic                         |
| milicist Janez / hišnik Florjan  | Franci Kek                               |
| milicist Franci                  | Jani Muhič                               |
| poslovnež                        | Robert Erjavec                           |
| Mehmed Džidžo Superman           | Rok Otočec Jožef                         |
| Džidžev pomočnik 1               | Šiško                                    |
| Džidžev pomočnik 2               | Crni Rajko                               |
| lepotica                         | Rebeka Dremelj                           |
| dr. Jan                          | Sašo Bole                                |
| pacientka                        | Alenka Kozolc                            |
| župnik                           | Karlos                                   |
| ministrant                       | Dejan Jevtović                           |
| govornik 1                       | Andrej Karoli                            |
| milicistka Marica                | Barbi Muhič                              |
| milicistka Milica                | Jerica Pezdič                            |
| milicista iz Hrvaške             | Zabranjeno pušenje                       |
| natakar                          | Matjaž Javšnik                           |
| vzgojitelj Pero Mrtvak           | Pero Mrtvak                              |
| delivery boy                     | Bojan Starič                             |
| bog (glas)                       | Adi Smolar                               |
| "vunbacitelj" Hans               | Matjaž Smodiš                            |
| Čuki                             | Čuki                                     |
| natakarica                       | Irena Romih                              |
| Demolition Group                 | Demolition Group                         |
| cigan Romeo                      | Sebastijan Ajdišek                       |
| kuža Rex                         | kuža Čarli                               |
| Mankin 16-letni sin              | Andrej Hočevar                           |
| Roger Moore                      | Roger Moore                              |
| 2 grajski gospodični             | Nina in Nuša                             |
| Lojze Slak                       | Lojze Slak                               |
| vrtnar                           | Franci Plut                              |
| šlogarica                        | Jožica Kovačič                           |
| kaskader 1                       | Rok Cvetkov                              |
| kaskader 2                       | Alex Cvetkov                             |
| mulci                            | Blaž Wachter, Nejc Gazvoda in Nejc Novak |
| 5 žensk na pogrebu               | FD Kres                                  |
| 5 moških na pogrebu              | FD Kres                                  |
| pevski zbor                      | pevski zbor iz Dolža                     |
| otroški pevski zbor              | pevski zbor iz Škocjana                  |

## Ekipa
- animacija: Janez Ferlan
- fotografija: Izidor Farič
- glasba: Tomislav Jovanović
- montaža: Peter Samec in Klemen Dvornik
- scenografija: Dado Androič
- kostumografija: Franci Kek
- maska: Alja Sušnik
- zvok: Boštjan Kačičnik

## Izdaje na nosilcih
- Na svoji Vesni. videokaseta. Ljubljana : Video art, 2002
- Na svoji Vesni. video DVD. Novo mesto : Festival Novo mesto in Andrej Kregar - VPK, 2002
- Na svoji Vesni. video DVD. Novo mesto : Festival Novo mesto